# شهرستان ورانشهر
شهرستان ورانشهر ( تترجم حرفيا. عواصم المحافظات الإيرانية) هو نص جغرافي فارسي متوسطي باقٍ، وقد اكتمل في أواخر القرن الثامن أو أوائل القرن التاسع الميلادي. يقدم النص قائمة مرقمة لمدن إيرانشهر وتاريخها وأهميتها للتاريخ الفارسي. يشير النص نفسه إلى أنه حُرر أيضًا في عهد خسرو الثاني (حكم من 590 إلى 628) في القرن السابع حيث يذكر العديد من الأماكن في أفريقيا والخليج الفارسي التي غزاها الساسانيون.
ويعتبر الكتاب مصدرًا للأعمال المتعلقة باللغات الإيرانية الوسطى، ومصدرًا للجغرافية الإدارية والتاريخ الساساني، فضلًا عن كونه مصدرًا للسجلات التاريخية المتعلقة بأسماء الملوك الساسانيين باعتبارهم بناة المدن المختلفة. يقدم النص معلومات عن الملحمة الفارسية، خدي نامه ( حرفيًا "كتاب الملوك").
قد يكون الكتاب هو نفسه "Ayādgār ī Šahrīhā" ( حرفيًا "مذكرات المدن") المذكورة في بندشن ويقال أنه قد تم كتابته بناءً على أمر من قباذ بن فيروز.

## مصطلحا إران وإيرانشهر

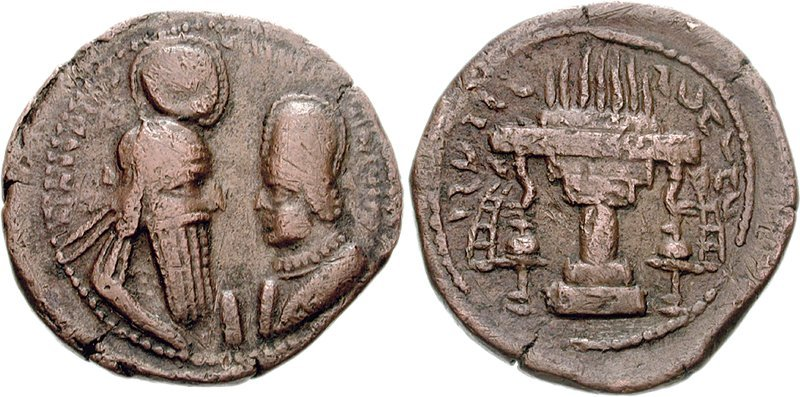
عملة أردشير الأول (حكم 224-242) وشابور الأول (حكم 240-270)

مصطلحات إيرانشهر ( ) وإيران كانتا قيد الاستخدام في إيران الساسانية . منذ العصر الساساني المبكر (أردشير الأول وشابور الأول)، اعتمدوا اسم إيرانشهر "أرض الآريين" كتسمية لأرضهم وكان هذا هو الاسم الرسمي لبلادهم.

## كنوز إيرانشهر

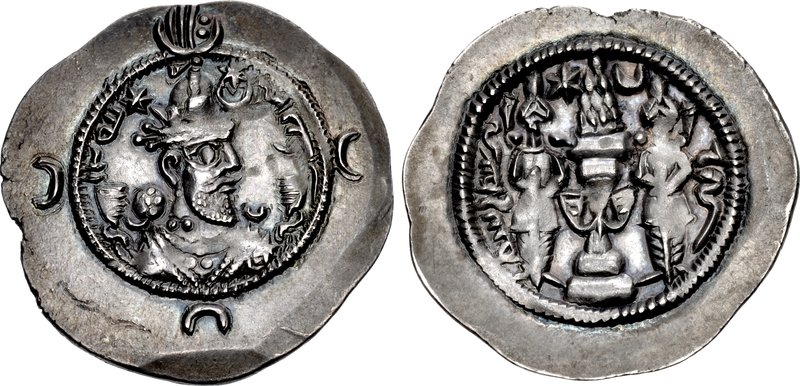
عملة خسرو الأول (531-579)

وفقًا للكتاب وكتقليد إيراني قديم، تنقسم إيرانشهر إلى أربع مناطق أو جوانب محددة "أسطوريًا وعقليًا" تسمى كوست س. هذه الأجزاء/المناطق/الجوانب من الدولة أثناء وبعد خسرو الأول، اعتمدت على نمط النقاط الأساسية السماويه الأربع، وهي (1) Xwarāsān "شمال شرق"؛ (2) Xwarwarān "جنوب غرب"؛ (3) Nēmrōz "جنوب شرق"؛ و(4) Ādurbādagān "شمال غرب".

## ملحوظات
1. ↑  "Welcome to Encyclopaedia Iranica". مؤرشف من الأصل في 2025-03-15.
2. 1 2 3  (Daryaee 2008)
3. ↑  (Daryaee2002)
4. ↑  (Shahbazi 2005) Rise of the Sasanian empire

## فهرس
- Daryaee, Touraj (2008). "ŠAHRESTĀNĪHĀ Ī ĒRĀNŠAHR". Welcome to Encyclopaedia Iranica. Encyclopaedia Iranica (بالإنجليزية الأمريكية). Vol. To appear. Archived from the original on 2025-03-15. Retrieved 2025-03-21.
- Daryaee، Touraj (2002). Sahrestaniha I Eransahr (PDF). Mazda Pub. ص. 90. ISBN:1-56859-143-8. مؤرشف من الأصل (PDF) في 2013-01-09.
- Markwart، J. (1931). A catalogue of the provincial capitals of Eranshahr. Rome: Pontificium Institutum Biblicum. ISBN:88-7653-203-X.
- Mackenzie, D. N. (1998). "ĒRĀN,ĒRĀNŠAHR". Welcome to Encyclopaedia Iranica. Encyclopaedia Iranica (بالإنجليزية الأمريكية). Vol. 8. ISBN:1-56859-058-X. Archived from the original on 2025-02-12. Retrieved 2025-03-21.
- Shahbazi, A. Shapur (2005). "SASANIAN DYNASTY". Welcome to Encyclopaedia Iranica. Encyclopaedia Iranica (بالإنجليزية الأمريكية). Vol. To appear. ISBN:1-56859-058-X. Archived from the original on 2025-02-18. Retrieved 2025-03-21.
- Tafazzoli, A. (1989). "BĀḴTAR". Welcome to Encyclopaedia Iranica. Encyclopaedia Iranica (بالإنجليزية الأمريكية). Vol. 3. ISBN:1-56859-058-X. Archived from the original on 2023-11-30. Retrieved 2025-03-21.